# Schuppenwurzen
Die Schuppenwurzen (Lathraea) sind eine Pflanzengattung innerhalb der Familie der Sommerwurzgewächse (Orobanchaceae). Die etwa fünf Arten sind in Eurasien verbreitet. Sie sind Vollschmarotzer (Holoparasiten).

## Beschreibung und Ökologie

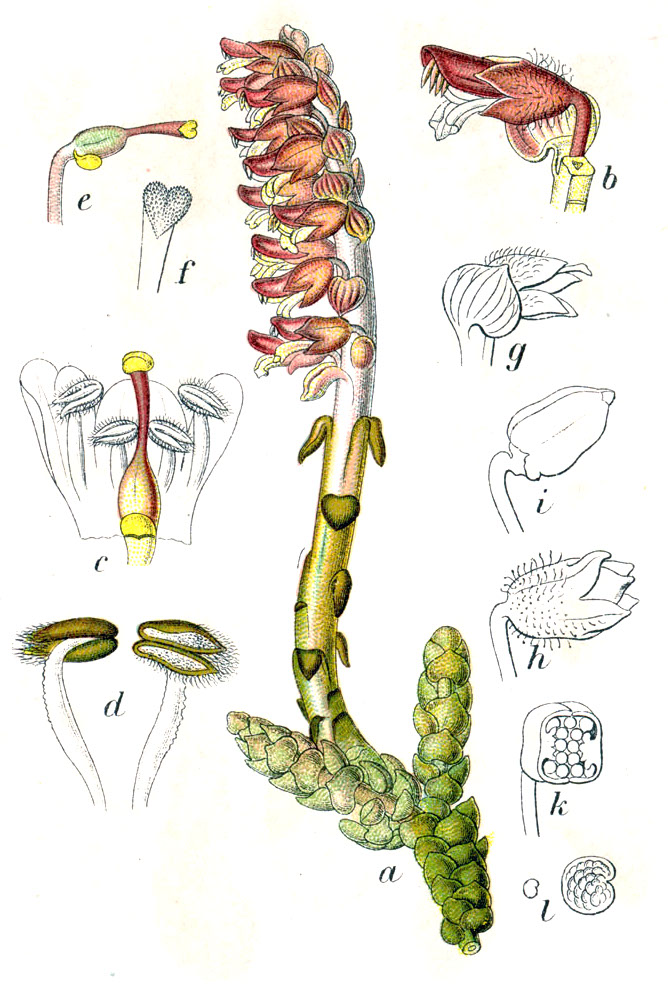
Illustration der Gewöhnlichen Schuppenwurz (Lathraea squamaria)

### Vegetative Merkmale
Die Schuppenwurz-Arten sind ausdauernde, krautige Pflanzen. Es handelt sich um Vollschmarotzer (Holoparasiten). Ihr aufrechter Stängel ist unverzweigt oder verzweigt sich direkt an der Basis. 

### Generative Merkmale
Die traubigen oder ährigen Blütenstände enthalten ein Tragblatt und viele Blüten. Vorblätter fehlen. Die Blütenstiele sind sehr kurz oder fehlen.
Die zwittrigen Blüten sind zygomorph und vierzählig mit doppelter Blütenhülle. Die Kelchblätter sind glockenförmig verwachsen und der Blütenkelch endet vierlappig. Die Krone ist zweilappig. Die vier Staubblätter überragen die Krone leicht. Die Staubbeutel bestehen aus zwei fertilen Theken. An der Basis des einfächrigen Fruchtknoten stehen oftmals Nektarien. Die beiden Plazenten sind wandständig. Der schlanke Griffel endet in einer scheibenförmigen Narbe. 
Die Kapselfrüchte springen zweiklappig auf. Meist enthalten die Früchte vier Samen, es können selten jedoch auch nur zwei oder aber auch eine Vielzahl an Samen gebildet werden. Die Samen sind nahezu kugelförmig.

## Systematik und Verbreitung
Die Gattung Lathraea wurde 1753 durch Carl von Linné aufgestellt. Der Gattungsname Lathraea leitet sich vom griechischen Wort λαθραῖος (lathraîos) ab und bedeutet „heimlich“, dies bezieht sich darauf, dass das Pflanzenexemplar nicht erkennbar ist, bevor der Blütenstand gebildet wird.
Die Lathraea-Arten sind in Europa, Russland, China und Japan verbreitet.
In der Gattung Lathraea gibt es etwa fünf (bis sieben) Arten:
- Verborgene Schuppenwurz (Lathraea clandestina L.): Sie kommt im nördlichen Spanien, Frankreich, im westlichen Belgien und Mittelitalien vor.[3]
- Lathraea japonica Miq.: Sie ist in China (im südlichen Gansu, nördlichen Guangdong, nördlichen Guizhou, südlichen Shaanxi, südöstlichen Sichuan), Korea und Japan verbreitet.[2]
- Lathraea purpurea H.A.Cummins ex King: Sie kommt in Nepal, Sikkim und im zentralen Taiwan vor.
- Lathraea rhodopea Dingler: Sie kommt nur in Bulgarien und im nordöstlichen Griechenland (Thrakien) vor.[4]
- Gewöhnliche Schuppenwurz (Lathraea squamaria L.): Sie ist in fast ganz Europa und Westasien verbreitet.

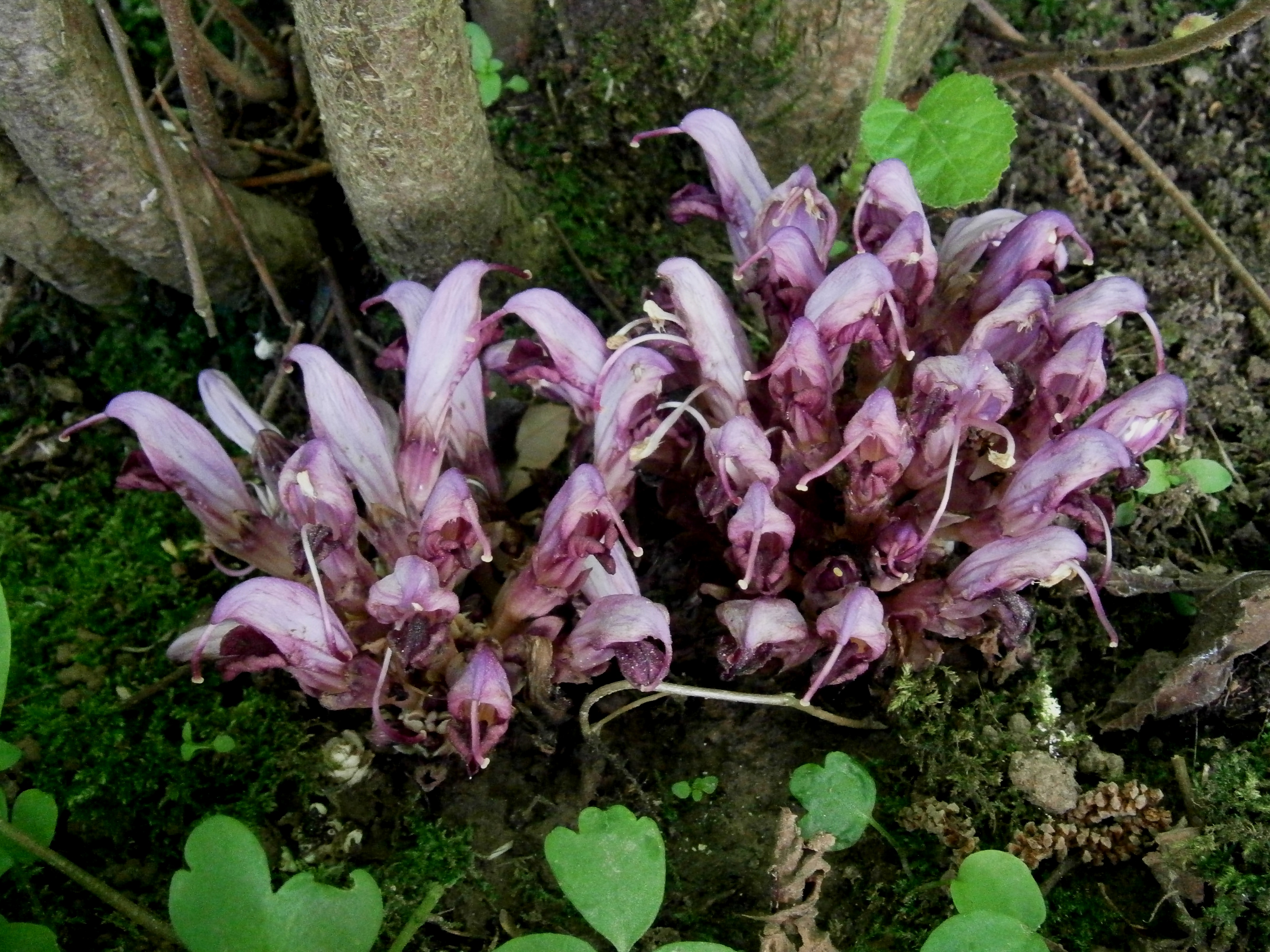
Lathraea clandestina
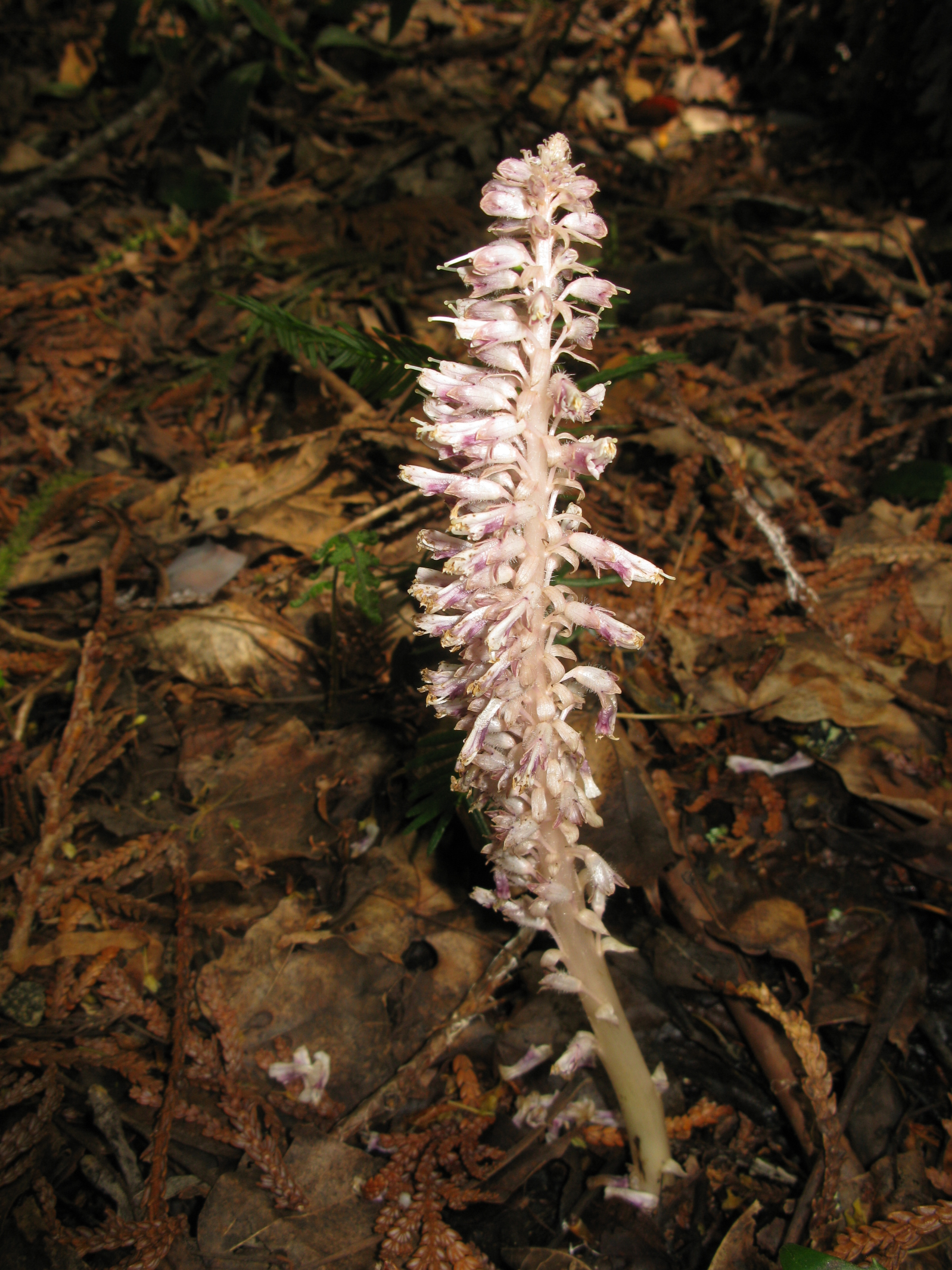
Lathraea japonica
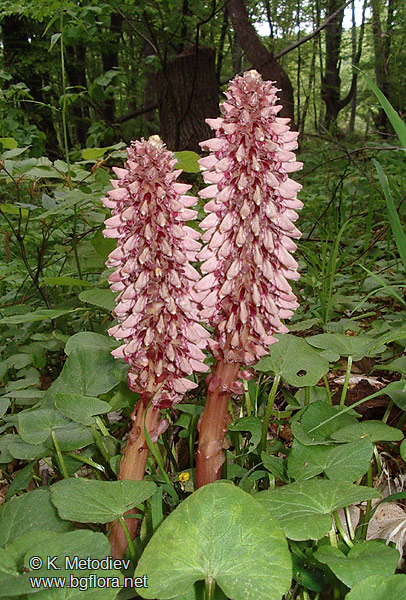
Lathraea rhodopea
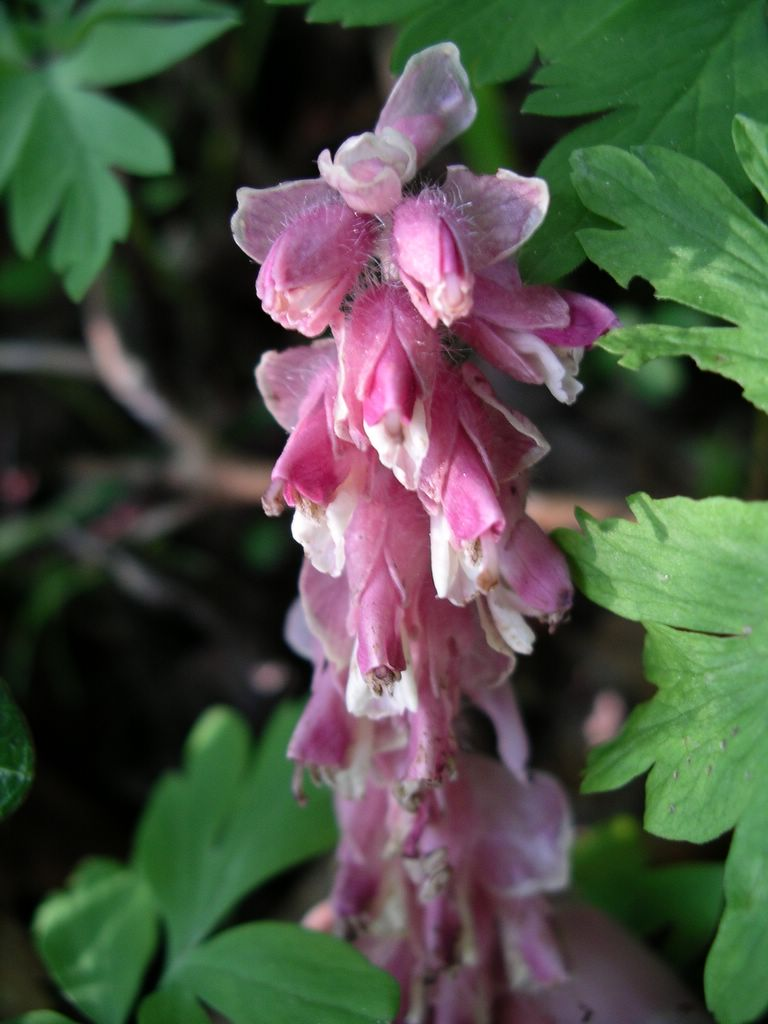
Lathraea squamaria